# Odontolabis dalmani
Odontolabis dalmani es una especie de coleóptero de la familia Lucanidae.

## Distribución geográfica
Habita en Tenasserim, Malaya, Borneo, Sumatra y Java.